# Mathieu Thomas
Mathieu Gilles Thomas (* 22. März 1984) ist ein französischer Badmintonspieler. Er ist infolge einer Krebserkrankung motorisch eingeschränkt und startet im Parabadminton in der Startklasse SL3 im Einzel und Doppel.

## Sportliche Laufbahn
Mathieu Thomas spielte Basketball, bis bei ihm im Alter von 17 Jahren Krebs diagnostiziert wurde. Als Folge der Erkrankung ist er motorisch eingeschränkt. 2015 begann er mit dem Radsport und schließlich mit Parabadminton. Bei der Badminton-Europameisterschaft für Behinderte 2016 im niederländischen Beek gewann er im Doppel mit Lucas Mazur Gold gegen die Finalgegner Marcel Adam und Simón Cruz Mondejar. Im Einzel schied er im Halbfinale gegen den Engländer Daniel Bethell aus und gewann Bronze. Bei der Badminton-Weltmeisterschaft für Behinderte 2017 in Ulsan erreichte er mit seinem thailändischen Partner Siripong Teamarrom Bronze. In Rodez errang er bei der Heim-EM 2018 im Doppel Silber und im Einzel Bronze.